# 英ノ国一
英ノ国 一（ひでのくに はじめ、1971年8月23日 - ）はイングランド出身で、東関部屋に所属していた元大相撲力士。本名はネイトン・ジョン・ストレンジ（英語表記：Nathan John Strange）。身長193cm、体重102kg。最高位は東序二段89枚目（1990年3月場所）。
現役当時は史上初のイギリス出身力士として話題を集めた。

## 来歴
もとはイギリスで写真店に勤務していたが、テレビで見た日本の大相撲に興味を持ったため、英国相撲協会に参加した。英国相撲協会で9ヶ月間の稽古を積んだ後、アメリカ出身で英語を話すことが出来る東関親方（元関脇・高見山）が経営する東関部屋に入門、1989年9月場所で初土俵を踏んだ。四股名は出身国名に因んだ英ノ国。史上初のヨーロッパ出身力士としてファンの注目を浴びたが、その注目のせいで部屋ではいじめ被害に遭っており、大相撲の世界に馴染めなかったため1990年1月場所を最後に部屋から脱走。師匠の説得にも応じなかったため、同年5月場所限りでの廃業届が出され、廃業した。師匠は異国から苦労して出世した経験を持つため、逆境に耐えられない英ノ国をあまり積極的に守らなかった。

## エピソード
- ちゃんこ鍋などの食事も合わず、体重が最初の2ヶ月で22kgも減ったという[1]。
- 序ノ口だった1989年11月場所で同期生の武蔵丸との取組が組まれたが、この時お互いに東西を間違えて土俵下の控えに入る事態が起きた。本来ならば審判委員によって注意され、本来の位置へ戻るはずだが、当時は両者とも日本語をあまり理解できなかったため、そのまま取組が行われた。

## 主な成績
- 通算成績：9勝5敗14休（5場所）

| | 一月場所 初場所（東京） | 三月場所 春場所（大阪）   | 五月場所 夏場所（東京）  | 七月場所 名古屋場所（愛知） | 九月場所 秋場所（東京） | 十一月場所 九州場所（福岡） |
| --- | ----------------------- | ------------------------- | ------------------------ | --------------------------- | ----------------------- | --------------------------- |
| 1989年 （平成元年） | x                       | x                         | x                        | x                           | （前相撲）              | 西序ノ口38枚目 5–2          |
| 1990年 （平成2年） | 西序二段123枚目 4–3     | 東序二段89枚目 休場 0–0–7 | 西序ノ口7枚目 引退 0–0–7 | x                           | x                       | x                           |
| 各欄の数字は、「勝ち-負け-休場」を示す。 優勝 引退 休場 十両 幕下 三賞：敢=敢闘賞、殊=殊勲賞、技=技能賞 その他：★=金星 番付階級：幕内 - 十両 - 幕下 - 三段目 - 序二段 - 序ノ口 幕内序列：横綱 - 大関 - 関脇 - 小結 - 前頭（「#数字」は各位内の序列） |                         |                           |                          |                             |                         |                             |

## 改名歴
- 英ノ国 一（ひでのくに はじめ）：1989年9月場所 - 1990年5月場所